# Maison-Ponthieu
Maison-Ponthieu – miejscowość i gmina we Francji, w regionie Hauts-de-France, w departamencie Somma.
Według danych na rok 2011 gminę zamieszkiwało 275 osób, a gęstość zaludnienia wynosiła 25 osób/km² (wśród 2293 gmin Pikardii Maison-Ponthieu plasuje się na 726. miejscu pod względem liczby ludności, natomiast pod względem powierzchni na miejscu 390.).